# أناتولي سكفورتسوف
أناتولي سكفورتسوف (بالأوكرانية: Анатолій Олександрович Скворцов)‏ (بالروسية: Скворцов, Анатолий Александрович)‏ هو لاعب كرة قدم روسي وأوكراني في مركز الدفاع، ولد في 24 نوفمبر 1976 في سيفاستوبول في روسيا. لعب مع سبارتاك نالتشيك وشينيك ياروسلافل ولوخ إينيرجيا فلاديفوستوك ونادي تافريا سيمفروبول ونادي سلافيا-موزير.

## وصلات خارجية
- أناتولي سكفورتسوف على موقع اتحاد أوكرانيا (الإنجليزية)
- أناتولي سكفورتسوف على موقع قاعدة بيانات كرة القدم.إي يو (الإنجليزية)